# Centralizirani toplinski sustav Silkeborg
Centralizirani toplinski sustav Silkeborg predstavlja najveću solarnu toplanu na svijetu. Puštena je u pogon u prosincu 2016., čime je omogućeno da 20% godišnje potrebe za grijanjem u gradu Silkeborgu bude osigurano iz obnovljive Sunčeve energije. Centralno grijanje i topla voda se osiguravaju primjenom Sunčeve energije, sustavom u kojem se voda zagrijava pomoću niza solarnih kolektora (centralnih solarnih toplinskih postrojenja - CSHPs) i distribuira preko mreža daljinskog grijanja (ili 'blokova grijanja 'u slučaju manjih postrojenja).

## Osnovni podaci
| Naziv                             | Silkeborg            |
| Država                            | Danska               |
| Vlasnik                           | Silkeborg Fjernvarme |
| Površina solarnog kolektora       | 157,000 m²           |
| Toplinska snaga                   | 110 MWth             |
| Godišnja proizvodnja              | 80 GWh               |
| Godina završetka izgradnje        | 2016                 |
| Uskladišteni volumen              | 64,000 m³            |
| Vrsta postrojenja za skladištenje | Spremnik za vodu     |
| Proizvođač kolektora              | ARCON (DK)           |

## Povijest
Švedska je odigrala važnu ulogu u razvoju solarnog grijanja. Prema (Dalenbäck, J-O., 1993.), prvi su koraci poduzeti početkom sedamdesetih godina u Linköpingu u Švedskoj, nakon čega je slijedila revizija 1983. u Lyckebu, Švedska. Inspirirana ovim poslom, Finska je razvila svoju prvu tvornicu u Keravi, a Nizozemska je izgradila prvu tvornicu u Groningenu. Ova postrojenja su prijavljena pod Međunarodnom agencijom za energiju (Dalenbäck, J-O., 1990). Navedena postrojenja već su kombinirala sustave centralnog solarnog grijanja s velikim spremnicima topline.
Prva polja velikih solarnih kolektora napravljena su na gradilištu u Torvalleu, Švedska, 1982, 2000 m² i Malung, Švedska, 640 m². Montažni kolektorski nizovi uvedeni su u Nykvarnu u Švedskoj, 4000 m² 1985. godine. Od samog početka postojala je snažna međunarodna perspektiva i suradnja u okviru ovog istraživačkog područja, putem istraživanja s Europskim zajednicama (Dalenbäck, JO., 1995) i Međunarodne agencije za energiju (Dalenbäck, JO., 1990). Danska je ušla u ovo istraživačko područje paralelno sa švedskim aktivnostima s tvornicom u Vester Nebelu 1987. godine, jednu tvornicu u Saltumu 1988. i jednu u Ryu 1989., preuzimajući vještine za montažne solarne kolektore velikih dimenzija od strane švedske tvrtke Teknoterm od vodeće tvrtke ARCON, Danska. U kasnijim 1990-ima Njemačka i Švicarska bile su aktivne među ostalima s postrojenjima u Stuttgartu i Chemnitzu.
Zbog jeftinih cijena zemljišta, u nordijskim zemljama nove kolektorske mreže su postavljene na tlo (betonski temelji ili čelični stupovi) u odgovarajućim područjima (poljoprivreda, industrija, itd.). Zemlje s visokim cijenama na tlu teže postaviti solarne kolektore na krovove zgrada, slijedeći varijantu CSHP-a "blok postrojenja". U sjevernoj Europi, 20% toplinske energije godišnje potrebe za toplinom je ekonomski optimalno u postrojenju za daljinsko grijanje kada se koriste nadzemni spremnici. Ako se koristi kavezno skladištenje, solarni doprinos može doseći 50%.
Do 1999. u Europi je radilo 40 postrojenja za centralno solarno grijanje koji su proizvodili oko 30 MW toplinske snage.

## Tehničke karakteristike
Izgradnja solarne toplane dio je velike pretvorbe kogeneracijskog postrojenja u blizini Silkeborga, a proizvodnja solarnog grijanja pokrit će godišnju potrošnju topline 4.400 kućanstava ili 20% ukupne potražnje za toplinom u Silkeborgu. Solarno grijanje koje implementira Silkeborg Forsyning smanjit će emisiju CO2 za 15.700 tona godišnje. Montaža je izvedena u rekordnom vremenu, što je s vremena na vrijeme bilo prilično zahtjevno s obzirom na logistiku i suradnju instalacijskih timova. U najprometnijem razdoblju više od 6.000 solarnih kolektora instalirano je u samo jednom mjesecu.
U sedam mjeseci, 445 puta kamion je napunjen solarnim kolektorima u Arcon-Sunmarkovom stožeru, s kojima je išao prema velikoj solarnoj instalaciji u Silkeborgu. Postrojenje obuhvaća 12.436 solarnih kolektora od po 12,6 m², ukupne površine 156,964 m². Prilikom punog Sunčevog zračenja, svakih sat vremena 2 850 000 litara vode cirkulira kroz 850 redova kolektora koji su povezani s toplinskom postajom preko 1,2 km cjevovoda daljinskog grijanja.
Četiri velike crpke stalno rade kako bi potrošačima distribuirale toplu vodu. Dodatno, još četiri crpke dostupne su u stanju čekanja kao sigurnosne kopije.

## Izgradnja
Velika solarna toplana pokriva područje od cca. 50 hektara i ima jedinstven izgled iz poštovanja prema postojećim vodenim rupama i kulturama božićnog drvca, kao i budući put koji prolazi kroz polje solarnih kolektora. Seosko područje, posebno jugozapadni dio polja, prilično je brdovito, što je uzeto u obzir u postrojenju, pri čemu je polje kolektora konstruirano tako da je slijedilo zavoje krajolika. To je dodalo neke dodatne izazove instalacijskim naporima, te je bilo potrebno nabaviti posebne strojeve za prevladavanje instalacije kolektora potrebnom brzinom.
Silkeborg Forsyning je neovisno komunalno poduzeće koje ne samo da opskrbljuje daljinsko grijanje, već se bavi i energetskim savjetovanjem, vodoopskrbom, otpadnim vodama i aktivnostima gospodarenja otpadom. Objekti za opskrbu toplinom opskrbljuju 11.000 kupaca daljinskog grijanja grijanjem iz elektrane na prirodni plin. Uspostavom solarnog sustava za grijanje, Silkeborg Forsyning prihvaća i neutralizira očekivano, značajno povećanje troškova, te instalacija štiti građane od velikih povećanja računa za grijanje. U isto vrijeme, instalacija je prvi korak ka ispunjavanju ciljeva općine da isključivo proizvodi CO2 neutralno grijanje u 2030. godini.
U blizini uređaja izgrađene su dvije nove tehničke zgrade za pumpe, ventile, izmjenjivače topline i spremnike, kao i cjevovode koji spajaju komponente kako bi se pouzdano osiguralo da uređaj može uzeti toplinu iz polja i prenijeti je na toplanu potrošača u Silkeborgu.
U svakoj tehničkoj zgradi instalirane su dvije jedinice izmjenjivača tako da je svaka jedinica priključena na cca. 40.000 m² solarnih kolektora. Na sekundarnoj strani jedinice izmjenjivača (strana daljinskog grijanja) cjevovodi iz svake jedinice dolaze zajedno i izvode se iz zgrade u dalekovod DN400. Dvije linije iz svake zgrade spajaju se u zajedničkom dalekovodu DN600 koji se nastavlja u elektranu.
Istraživanja pokazuju da će troškovi proizvodnje toplinske energije za daljinsko grijanje biti smanjeni za oko 100 DKK / MWh ili oko 20%.
Vlada u Danskoj smanjuje subvencije tradicionalnim izvorima energije kako bi motivirala komunalna poduzeća da se prebace u obnovljive izvore energije. Odabrano je solarno grijanje vode jer omogućuje skladištenje Sunčeve energije prikupljene na dnevnom svjetlu za korištenje tijekom noći ili u različito doba godine. Time se povećava vrijednost korištenja Sunca i solarna rješenja čine još profitabilnijim.